# Suriname az 1996. évi nyári olimpiai játékokon
Suriname az egyesült államokbeli Atlantában megrendezett 1996. évi nyári olimpiai játékok egyik részt vevő nemzete volt. Az ország a játékokon 3 sportágban 7 sportolóval képviseltette magát, akik érmet nem szereztek.

## Atlétika
Férfi
| Versenyző    | Versenyszám | Előfutam | Előfutam | Előfutam | Elődöntő | Elődöntő | Elődöntő | Döntő   | Döntő    |
| Versenyző    | Versenyszám | Idő      | Hely.    | Össz.    | Idő      | Hely.    | Össz.    | Idő     | Helyezés |
| ------------ | ----------- | -------- | -------- | -------- | -------- | -------- | -------- | ------- | -------- |
| Tommy Asinga | 800 m       | 1:48,29  | 7.       | 37.*     | kiesett  | kiesett  | kiesett  | kiesett | kiesett  |

Női
| Versenyző       | Versenyszám | Előfutam | Előfutam | Előfutam | Elődöntő | Elődöntő | Elődöntő | Döntő   | Döntő    |
| Versenyző       | Versenyszám | Idő      | Hely.    | Össz.    | Idő      | Hely.    | Össz.    | Idő     | Helyezés |
| --------------- | ----------- | -------- | -------- | -------- | -------- | -------- | -------- | ------- | -------- |
| Letitia Vriesde | 800 m       | 1:59,71  | 2.       | 11.      | 1:58,29  | 5.       | 7.       | kiesett | kiesett  |

* - egy másik versenyzővel azonos eredményt ért el

## Tollaslabda
| Versenyző     | Versenyszám | Selejtező                        | 32-es főtábla     | Nyolcaddöntő      | Negyeddöntő       | Elődöntő          | Döntő             | Helyezés |
| Versenyző     | Versenyszám | Ellenfél Eredmény                | Ellenfél Eredmény | Ellenfél Eredmény | Ellenfél Eredmény | Ellenfél Eredmény | Ellenfél Eredmény | Helyezés |
| ------------- | ----------- | -------------------------------- | ----------------- | ----------------- | ----------------- | ----------------- | ----------------- | -------- |
| Oscar Brandon | Férfi egyes | Jaimie Dawson (CAN) · 4–15, 5–15 | kiesett           | kiesett           | kiesett           | kiesett           | kiesett           | 33.      |

## Úszás
Férfi
| Versenyző          | Versenyszám    | Előfutam | Előfutam | Előfutam | Döntő   | Döntő   | Döntő   | Helyezés |
| Versenyző          | Versenyszám    | Idő      | Hely.    | Össz.    | Típus   | Idő     | Hely.   | Helyezés |
| ------------------ | -------------- | -------- | -------- | -------- | ------- | ------- | ------- | -------- |
| Enrico Linscheer   | 50 m gyors     | 23,45    | 3.       | 32.      | kiesett | kiesett | kiesett | kiesett  |
| Mike Fung-a-Wing   | 100 m hát      | 1:01,24  | 7.       | 47.      | kiesett | kiesett | kiesett | kiesett  |
| Giovanni Linscheer | 100 m gyors    | 51,82    | 2.       | 41.      | kiesett | kiesett | kiesett | kiesett  |
| Giovanni Linscheer | 100 m pillangó | 56,09    | 2.       | 40.      | kiesett | kiesett | kiesett | kiesett  |

Női
| Versenyző    | Versenyszám  | Előfutam | Előfutam | Előfutam | Döntő   | Döntő   | Döntő   | Helyezés |
| Versenyző    | Versenyszám  | Idő      | Hely.    | Össz.    | Típus   | Idő     | Hely.   | Helyezés |
| ------------ | ------------ | -------- | -------- | -------- | ------- | ------- | ------- | -------- |
| Carolyn Adel | 200 m gyors  | 2:05,04  | 2.       | 28.      | kiesett | kiesett | kiesett | kiesett  |
| Carolyn Adel | 400 m gyors  | 4:22,66  | 4.       | 30.      | kiesett | kiesett | kiesett | kiesett  |
| Carolyn Adel | 200 m vegyes | 2:21,54  | 2.       | 31.      | kiesett | kiesett | kiesett | kiesett  |
| Carolyn Adel | 400 m vegyes | 4:55,48  | 2.       | 22.      | kiesett | kiesett | kiesett | kiesett  |